# الصيد العادل
بالرياض قهوجي وصبابين قهوجي وصبابين قهوة بالرياض قهوجي صبابين الرياض مباشرين قهوة الرياض قهوجيين الرياض صبابين صبابين قهوة قهوجي بالرياض صباب قهوة صبابين في الرياض صبابين قهوة بالرياض
الصيد العادل هو مصطلح يستخدم من قبل الصيادين لوصف نهج أخلاقي في صيد الطرائد كبيرة الحجم. يُعَرِف نادي بون وكروكيت الذي يُعد أقدم مجموعة للحفاظ على الحياة البرية في شمال أمريكا الصيد العادل على أنهُ الصيد الذي يكون فيه الحيوان المستهدف برياً وطليق الحركة. يُقصد "ببرياً" الحيوان الذي يعيش ويتكاثر بشكل طبيعي في البرية. ويُقصد "بطليق الحركة" أن يكون الحيوان غير مقيد بأفخاخ أو حواجز مصطنعة لكي يتنسى لهُ فرصة عادلة بالهروب من أن يُصطاد، يعد الصيد العادل ميثاق الشرف للصيادين في أمريكا الشمالية لأكثر من قرن والمبدأ التي تقوم عليه العديد من قوانين الصيد، وهو يُدرّس للصيادين الجدد في دورات رخصة الصيد.

## تاريخه
يعود الفضل في الترويج وجعل مصطلح الصيد العادل كمفهوم إلى ثيودور روزفلت

### الجذور الأرستقراطية الأوروبية
ظهرت الأخلاقيات أو القواعد السلوكية لأول مرة قبل عدة قرون بين الصيادين الأوربين والذينَ كانوا بشكل عام من ملاك الأراضي والملوك. في الوقت الذي كان العامة يصطادون لأجل البقاء، كان الأرستقراطيون يصطادون كرياضة، وكان هذا النهج بشكل حداً فاصلاً بين الأثنين. هذه الأخلاقيات لم تنتقل إلى غالبة المهاجرين إلى العالم الجديد. حيث غالباً ما تتجاهل أساسيات البقاء على قيد الحياة والالتجارية أي شكل من الأشكال أخلاقيات الصيد. بعد 200 سنة من الصيد الغير منظم من قبل الصيادين الترفيهين التجارين كانت الآثار السلبية شديدة. بحلول نهاية هذا العصر من الأبادة، كانت الحياة البرية وبالأخص الطرائد الكبيرة في ظروف صعبة. فقد أنقرضت بعض الأنواع، وأخرى كانت على حافة هذا الأمر
في بداية القرن العشرين بدأ أحساس الفخر والأنجاز يظهر بين الصيادين الرياضين والذي نشأ مع مسؤلياتهم الجديدة المُتقبلة للحفاظ على البيئة. أن العمل بشكل صحيح مع الطرائد يتطلب جهوداً في المحافظة وزيادة أعداد الحيوانات، ومن ضمن هذه الجهود المبذولة أنشاء نظام المحميات الطبيعية للحياة البرية. وبالنسبة للصيد نفسه، فأن استخدام القيود حولَ التركيز في مقياس النجاح للصيد إلى الجودة بدلاً من التركيز على الكمية. أصبحت تجربة الصيد بنفسها أهم بكثير من العدد المُصّطاد، وأصبح النجاح فيها مُستدام أكثر على المدى الطويل

### التطوير والتعريف
أن أبكر تسجيل موثق لاستخدام مصطلح الصيد العادل في أمريكا الشمالية كان في المادة الخامسة في دستور نادي بون وكروكيت، المعتمد في فبراير 1888. في هذه الفترة من التاريخ الأمريكي، لم تكن هناك قوانين تضبط الصيد بشكل عام. قتل الغزلان في الماء كان ممارسة شائعة حيث يُجتَذب الغزال إلى بحيرة عن طريق كلاب الصيد أو مطاردتها ثم يتظرها في البحيرة الصيادون على قواربهم مستعدين لأطلاق النار أو حتى ضربها ونحر رقابتها، كانت ممارسة منتشرة خصوصاً في جبال آديرونداك
المادة العاشرة من دستور النادي تقرر أن قتل طريدة أثناء سباحتها يعد "أنتهاك" يعاقب بموجبه العضو بالأيقاف أو الفصل الكلي من النادي. وضّحت الكتابات الاحقة لأعضاء النادي مثل روزفلت، جورج بيرد غرنل، و الدو ليبولد مصطلح الصيد العادل للعامة من خلال الكتب والمقالات في الصحف. أبرزها سلسلة كتب اكرون التي أصدرها النادي 1893-1933، كتاب ساند كاونتي المانك، ومجلة غرنل للغابات والجداول.
في عام 1893، كَتَبَ روزفلت عن الصيد والصيد العادل في الكتاب المعنون " صياد البرية" . 

### علاقة الدبدوب تيدي

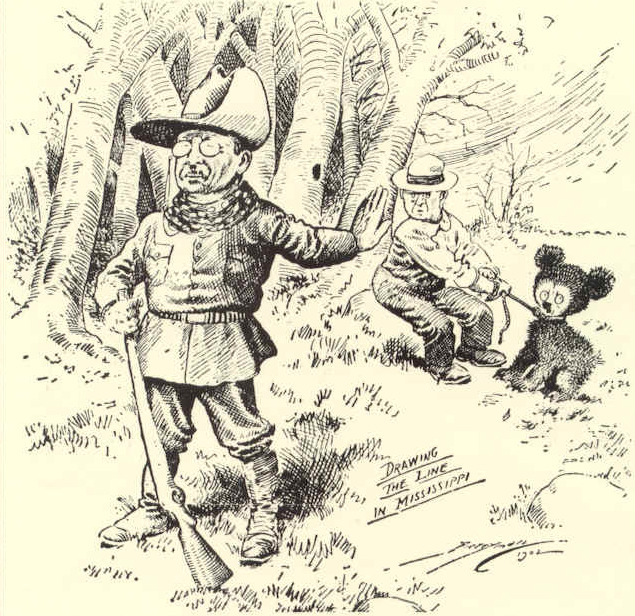
رسم كاريكاتوري لكليفورد بيريمان

تاريخ الدبدوب تيدي له أرتباط وثيق مع الصيد العادل. خلال فترة رئاسته في عام 1902، كان ثيودور روزفلت في ولاية مسيسيبي لحل نزاع حدودي. مضيفوه كانوا على علم بأن روزفلت صياد شغوف فتم الترتيب لصيد دب أسود له. في مستنقعات المسيسيبي ذات الأشجار الكثيفة كان من الشائع أصطياد الدببة بكلاب الصيد. من باب الحرص على سلامة الرئيس، تم الأصرار عليه من قبل المرشدين على أن يبقى في المخيم حتى يتم جلب الدب إلى الضفة عن طريق كلاب الصيد، بالتالي تم الأمساك بدب صغير وربطه إلى شجرة. ولكن عندما حضر روزفلت رفض أن يطلق النار على حيوان عاجز عن حماية نفسه
أستبعاده من الصيد كان أمراً مزعجا لروزفلت الذي لطالما كان يفخر بأنه يعيش الحياة القاسية لرجل البرية فبالنسبة له كلما كان الصيد أكثر صعوبةكان أكثر أستحقاقاً وقيمة، وكان يرى أنه لم يحصل على ذاك الدب بشكل عادل. قام رسام الكاريكتير السياسي كليفورد بيريمان مباشرة برسم كاريكتير يصور روزفلت وهو يرفض أطلاق النار على الدب المقيد. تصدرت القصة عناوين الصحف المحلية، وطلب موريس ميتشوم وهو صاحب متجر في نيويورك مسقط رأس روزفلت من زوجته خياطة دب محشو ليبيعه في متجره. كتبَ إلى روزفلت طالباً منهُ الإذن بتسمية هذا الدبدوب بتيدي (لقب كان يطلق على روزفلت) وقبل روزفلت هذا الطلب

## الصيد العادل في وقتنا الحالي
عندما يدخل الصيادون لمنطقة الصيد فإن أول سؤال يُطرح عليهم أذا ما كان لدى الحيوان فرصة معقولة للهرب من الصياد. فأن كان الجواب "لا" فأن هذا لا يمكن عده صيداً عادلاً وعلى سبيل المثال، الصياد العادل لا يمكن أن يطلق النار على حيوان متعرقل وسط االثلوج أو متشابكاً في أسلاك شائكة.
هناك قوانين تضبط الصيد، ولذا فإن الصيد الأخلاقي والعادل يبدأ في الأمتثال لقوانين الطبيعة. يجب على الصياد العادل أن يكون على دراية بالقوانين التي تنظم الصيد، لأنها تعكس الأعتبارات المتعلقة بالسلامة، الاستخدام المستدام لموارد الحياة البرية، والحد الأدنى من السلوك المُتسامح معه من العامة في دولة، مقاطعة، منطقة، بلد معين. وبطبيعة الحال أذا كان فعل معين غير قانوني فهو بلا شك لا يعد صيداً عادلاً. ولكن على الجانب الآخر لمجرد كون الفعل مسموح به قانونياً فهذا لا يعني بالضرورة عده صيداً عادلاً
هناك بعض الآفاق لفمهوم الصيد العادل التي تمتد لجوانب أكثر من مجرد قوانين مكتوبة. على سبيل المثال أطلاق النار على غزال يجري أو الأطلاق من مسافة شديدة البعد، فبالرغم من أن كلا الأمرين يعد قانوني، إلا أنه بالنسبة لأولئك الذين يحملون على عاتقهم مسؤولية القتل بسرعة وبدون أخطاء، فإن هذه الطرق الخطيرة على الحيوان غير أخلاقية. إن جزءاً كبيراً من تقاليد الصيد العريقة هيَ في الحقيقة مرتبطة بكون الصيادين الرياضين رقيبين على أنفسهم وغيرهم في ضمن حدود القانون بل وحتى خارج أُطر القانون
أطلاق النار في نطاق مغلق أو كما يعرف "الصيد المغلق"، بالرغم من أنه قانوني في بعض الولايات والمناطق الشمالية إلا أنهُ لا يمكن أن يتم أعتباره صيداً عادلاً. الصيد المغلق يتضمن "مطاردة" وقتل طريدة كبيرة الحجم كانت أو تم أطلاقها للتو من الأسر ثم يطلق عليها النار في موقف صيد مُصطنع تكون فيه عملية قتل الحيوان مضمونة
في عام 2005 عندما تم طرح خدمة الصيد عبر الإنترنت التي أتاحت للناس الصيد عن طريق الأسحلة المُتحكم بها عن بعد، تم أنتقاد هذه الممارسة بشكل واسع من قبل الصيادين بأعتبارها تنتهك مبادئ الصيد العادل. صرح متحدث من الأتحاد القومي للأسحلة "إنَ أتحادنا لطالما حافظ على مبدأ الصيد العادل، أن تكون في منطقة الصيد مع سلاحك أو قوسك هو عنصر مهم من تقاليد الصيد. أن جلوسك على مكتبك أمام الحاسوب ونقرك على الماوس لا يمكن عده صيداً
نادي بوب ويونغ وهي منظمة أمريكية تروج للصيد بالقوس أعلنت انهُ ليكون الصيد صيداً عادلاً يجب أن لا يتم في ظل أحد الظروف التالية:
- أن يكون الحيوان عالقاً في فخ، أو في الثلج، الطين، الماء، والجليد
- استخدام الأضواء الساطعة في الليل لإعماء الحيوان
- استخدام المهدئات أو السموم
- استخدام مركبة أو قارب آلي
- استخدام المركبة أو القارب آلي لتوجيه أو دفع الحيوانات لنقطة معينة، أيضاً استخدام الطائرات للهبوط بجانب الحيوانات أو التواصل والتوجيه لصياد آخر على الأرض من خلال الطائرة
- استخدام الأجهزة الألكترونية لجذب، العثور، أو مطاردة وتوجيه الصياد إلى الطريدة، أو باستخدام أقواس وأسهم موصلة بأجهزة ألكترونية ويستثنى من هذا الأسهم المضيئة وأجهزة التسجيل التي لا تلقي أي ضوء على الهدف ولا تساعد في تحديد الهدف، التصويب أو أطلاق القوس نفسه